# أبو بكر الجامعي
أبو بكر الجامعي (ولد بالرباط سنة 1968) هو صحفي ومصرفي مغربي. تولى نشر صحيفتي لو جورنال إبدومادير (بالفرنسية) والصحيفة الأسبوعية (بالعربية). منحته لجنة حماية الصحفيين الجائزة الدولية لحرية الصحافة سنة 2003.

## خلفية
أبو بكر الجامعي هو ابن خالد الجامعي، والذي كان صحفيًا معروفًا كثيرًا ما عارض الملك الحسن الثاني وسُجن وقيل أنه تعرض للتعذيب عام 1973. والدته بديعة براوي، وهي لغوية فرنسية عملت في الإيسيسكو، وهي منظمة العالم الإسلامي للتربية والعلوم والثقافة، وكانت رئيسة موظفي عبد الهادي بوطالب، مستشار الملك الحسن الثاني. وهو أيضًا حفيد أبو الشتاء الجامعي، وهو مناضل مغربي ومؤسس حزب الاستقلال والموقع على بيان الاستقلال المغربي.
بعد تخرجه في ISCAE (المعهد العالي للتجارة وإدارة المقاولات)، شارك في تأسيس Upline Securities في عام 1993، وهو أول بنك استثماري مغربي مستقل يجري أول عملية طرح عام للخصخصة في المغرب. كما انضم إلى الأمانة التنفيذية للقمة الاقتصادية لمنطقة الشرق الأوسط وشمال إفريقيا كمستشار مالي في عام 1996.
في سن ال 29، انتقل إلى الصحافة المالية، وشارك في تأسيس لو جورنال إبدومادير في الدار البيضاء، وهي مجلة أسبوعية تصدر باللغة الفرنسية، وذلك في عام 1997. استخدم الجامعي الصحيفة الإسبانية إل بايس كنموذج لمجلته، بسبب الطريقة التي بدأت بها كجريدة أسبوعية تحت حكم فرانسيسكو فرانكو قبل أن تنمو لتصبح تكتلاً إعلاميًا.
كان توزيع المجلة في البداية صغيرًا، حيث بيع من العدد الأول فقط 3000 نسخة، وبالتحديد لجمهور ريادة الأعمال. ومع ذلك، سرعان ما نمت المجلة من خلال الأحاديث الشفوية، وجذبت جمهورًا من غير رجال الأعمال مما جذب المزيد من المعلنين. في عام 1998، شارك الجامعي في تأسيس المنشور الشقيق الصادر باللغة العربية الصحيفة الأسبوعية، والتي صممت لجذب جمهور أوسع.
في عام 1999، حصل أبو بكر الجامعي على ماجستير إدارة الأعمال من كلية الأعمال في جامعة أكسفورد.
في عام 2007، أُجبر جامعي على ترك المغرب واضطر إلى الاستقالة من منصب ناشر كل من «لو جورنال إبدومادير» و «الصحيفة الأسبوعية». في مايو 2008، حصل على درجة الماجستير في الإدارة العامة من كلية هارفارد كينيدي بجامعة هارفارد.
درّس السياسة المعاصرة في الشرق الأوسط في جامعة سان دييغو لمدة عام ثم انتقل إلى إسبانيا حيث عمل كمستشار مستقل.
منذ عام 2014، يعيش في جنوب فرنسا حيث يعمل عميدًا لكلية الأعمال والعلاقات الدولية في الكلية الأمريكية للبحر الأبيض المتوسط (ACM)، وهي مؤسسة تمنح درجات علمية على الطراز الأمريكي في آكس أون بروفانس، فرنسا. كما يشرف على كلية إدارة الأعمال وبرامج التدريب الداخلي في معهد الكلية للدراسة بالخارج، "IAU College".

## معارضته لحكومة محمد السادس
في 23 يوليو 1999، توفي الحسن الثاني، وخلفه ابنه محمد السادس على العرش، مما رفع الآمال في الإصلاح الديمقراطي. انتقدت أوراق الجامعي حكم محمد السادس، لا سيما ما اعتبره تباطؤه في تحويل المغرب إلى ديمقراطية دستورية. نتيجة افتتاحياته النقدية التي نشرتها الصحف، سرعان ما رفض الطباعون المغاربة التعامل مع صحفه، مما أجبر الجامعي على الطباعة في فرنسا ودفع تكاليف نقل كبيرة.
في أبريل 200، أجرت «لو جورنال» مقابلة مع محمد عبد العزيز، زعيم الحركة الانفصالية الصحراوية جبهة البوليساريو التي تقاتل من أجل انفصال الصحراء الغربية عن المغرب. وردت وزارة الاتصالات المغربية بحظر كل من «لو جورنال» و«الصحيفة الأسبوعية»، على الرغم من أن الأخيرة لم تُجر المقابلة المعنية. وصرح ناطق باسم الوزارة أن أسباب حظر الصحف كانت «تجاوزات في خطها التحريري فيما يتعلق بمسألة وحدة الأراضي المغربية» و«التواطؤ مع المصالح الأجنبية». بعد احتجاج من حكومات أجنبية ومنظمات غير الحكومية، سُمح للصحف بإعادة النشر.
أكسب هذا الصراع مع الحكومة الجردتين شهرة شعبية. مما جعل عائدات الإعلانات تزداد بشكل كبير خلال الأشهر التالية. ومع ذلك، في نوفمبر / تشرين الثاني، أعادت الصحيفة طباعة رسالة تزعم تورط عدد من السياسيين الاشتراكيين، بمن فيهم رئيس الوزراء آنذاك عبد الرحمن اليوسفي، في مؤامرة اغتيال عام 1972 ضد الحسن الثاني. تم حظر الصحف مرة أخرى لذلك السبب. في مؤتمر في يناير 2001 للفدرالية الدولية لحقوق الإنسان في الدار البيضاء، صعد الجامعي المنصة ليعلن وسط تصفيق المندوبين أنه «سيضرب عن الطعام حتى يرفع الحظر عن صحيفتيه». بعد جولة أخرى من الاحتجاجات الدولية، رضخت الحكومة، وسُمح للصحيفتين بالطباعة مرة أخرى.
في عام 2006، في تقاريرها عن الجدل حول الرسوم الكاريكاتورية للنبي محمد في جيلاندس بوستن - الذي نشرت فيه صحيفة دنماركية عدة رسوم كاريكاتورية تصور النبي محمد، مما أثار غضبًا واسع النطاق في العالم الإسلامي - نشرت لو جورنال نسخة مظلمة من واحدة من الرسوم. صارت مكاتب الصحيفة في ذلك الوقت هدفاً لسلسلة من الاحتجاجات، والتي زعم الجامعي أنها قد دبرت من قبل الحكومة.

## دعوى التشهير بابن عيسى
في وقت حظر الصحف لأول مرة في أبريل / نيسان 2000، رفع وزير الخارجية محمد بن عيسى دعوى تشهير ضد الجامعي ومحرر آخر لصحيفته اسمه علي عمار، بسبب سلسلة مقالات في 1999 تزعم أنه استفاد من بيع محل إقامة رسمي خلال فترة عمله كسفير في الولايات المتحدة. وزعم الجامعي في وقت لاحق بأن ابن عيسى «كان ينتظر فرصة» لمهاجمة الصحيفتين وأنه استغل فرصته بعد إعلان الحظر. في عام 2001، أدين الاثنان وحُكم عليهما بدفع تعويضات قدرها 2 مليون درهم (200000 دولار أمريكي). بالإضافة إلى ذلك، حُكم على الجامعي بالسجن ثلاثة أشهر، وعلى عمار بالسجن شهرين. ودعت مراسلون بلا حدود وزير العدل المغربي إلى إلغاء الحكم، مؤكدة أنه «لا يجوز استخدام الغرامات من قبل السلطات بهدف وقف ظهور أو نشر وسائل الإعلام».
وتبع ذلك دعاوى قضائية أخرى، وبحلول عام 2006، بلغت ديون الجامعي أكثر من 1.5 مليون دولار من الغرامات والعقوبات والضرائب المتأخرة. في عام 2002، أخبر الجامعي من قبل عدد من الشركات التي سبق لها الإعلان في صحيفتيه أنها تعرضت لضغوط من الحكومة ولم يعد بإمكانها الإعلان لديه. زعم الجامعي لأحد المحاورين بأنهم «أدركوا أنهم لا يستطيعون إيقافه مباشرة دون ضغوط دولية، فإن الحكومة تسعى الآن إلى إفلاسه».
في عام 2006، خسر جامعي دعوى تشهير أخرى، وهذه المرة أمام كلود مونيكيه، مدير مركز للأبحاث في بروكسل، وهو المركز الأوروبي للاستخبارات والأمن الاستراتيجي؛ وكان الجامعي قد وصف تقريره عن جبهة البوليساريو بأنه «موجه عن بعد من قبل القصر الملكي»، وأمر حكم قضائي بدفع غرامة قدرها 360 ألف دولار أمريكي. ووصفت منظمة مراسلون بلا حدود، وهي منظمة مراقبة حرية الصحافة، المحاكمة بأنها «ذات دوافع سياسية وغير عادلة»، وقالت إنها قد تكون «ضربة قاتلة» للصحيفة الأسبوعية. عرض ابن عم محمد، الأمير هشام بن عبد الله، تسوية ديون الجامعي، لكنه رفض، قائلاً إنه «يفضل إجبار النظام على ترك الصحافة وشأنها أو فضح إسكاتها لها». ثم استقال الجامعي من صحيفتيه وسافر إلى الولايات المتحدة، حيث تم قبوله في زمالة نيمان [LA1] في جامعة هارفارد. إلا أنه عاد إلى المغرب عام 2009.
في مواجهة الديون المتزايدة ومقاطعة الإعلانات، توقفت لو جورنال عن العمل في عام 2010. في 16 فبراير 2010، وصل أمر من المحكمة يقضي بوقف نشر الصحيفة بسبب الديون. وأعلن الجامعي أمام حشد خارج المكتب أنه سيترك الصحافة لأن «الصحافة الجادة أصبحت مستحيلة في المغرب اليوم».

## لكم.كوم
عندما اندلعت احتجاجات 2011 المغربية المستوحاة من الربيع العربي، بدأ الجامعي خدمة إخبارية على شبكة الإنترنت باسم لكم.كوم. وامتلك موقع تلك الخدمة عدد قليل من الموظفين وركز على الإبلاغ عن الأحداث السياسية في جميع أنحاء المغرب. بحلول أبريل 2011، كان الموقع الرابع في قائمة المواقع الأكثر زيارة في المغرب.

## الحياة الشخصية
أبو بكر جامعي متزوج من ليلى آيت حميتي. على الرغم من أنه «من أشد المؤيدين» لفصل الدين عن الدولة، إلا أنه مسلم متدين.

## الجوائز والتقدير
في عام 2003، منحت لجنة حماية الصحفيين للجامعي جائزتها الدولية لحرية الصحافة، بصفتها «اعترافًا سنويًا بالصحافة الشجاعة». في العام التالي، أمضى عامًا في جامعة ييل في الولايات المتحدة كزميل ييل وورلد. في عام 2005 تم اختياره كقائد عالمي شاب في المنتدى الاقتصادي العالمي في دافوس. حصل على زمالة نيمان في جامعة هارفارد في عام 2007، وفي عام 2008 حصل على جائزة مركز تولي لحرية التعبير من كلية نيوهاوس للتواصل العام بجامعة سيراكيوز.
في عام 2010، منحته الجمعية العالمية للصحف جائزة جبران تويني، التي أُنشئت تكريماً للمحرر اللبناني المغتال والمدافع عن حرية الصحافة الذي يحمل نفس اسم الجائزة. حصل الجامعي على زمالة ريتشارد فون ويتساكر في عام 2013. في عام 2016، حصل على جائزة القادة من أجل الديمقراطية، «مشروع الديمقراطية في الشرق الأوسط (POMED)».

## من منشوراته
- صورة الآخر: تصورات وتمثيلات، 2002 (بالفرنسية)[27]
- الإرهاب والعلاقات الدولية، 2006. (بالبرتغالية)[28]
- «سقطت أسطورة المغرب المحصن ضد الإرهاب» (بالفرنسية)[29]
- المغرب يحلم بدبي، 2006. (بالإنجليزية)[30]